# دون دريبر
دونالد فرانسيس دريبر، ولد باسم ريتشارد «ديك» ويتمان، هو شخصية خيالية ظهرت في مسلسل رجال ماد من إنتاج إيه إم سي، لعب دورها الممثل الأمريكي جون هام. كان دريبر يعمل كمخرج إبداعي في وكالة «ستيرلينغ كوبر» للإعلان حتى نهاية الموسم الثالث، قبل أن يصبح شريكًا مؤسسًا في وكالة جديدة، هي «ستيرلينغ كوبر دريبر برايس».
شخصية دريبر مستوحاة من دريبر دانيالز، مخرج إبداعي عمل في شيكاغو خلال الخمسينيات، وبيل باكر، مدير إعلانات ورجل أعمال.